# سوني المالية
سوني المالية القابضة المحدودة (ソニーフィナンシャルホールディングス株式会社، Sonī فينانشارو Hōrudingusu كابوشيكي جيشا؟) (تيو: 8729) هي شركة قابضة للخدمات المالية التجارية وهي فرع من شركة سوني. وتملك وتشرف على العملية المالية لشركة سوني للتأمين على الحياة وسوني و مصرف سوني الأوراق المالية وسوني التأمين على الحياة (الفلبين) و يوجد مقرها في طوكيو، اليابان.